# 小行星3141
小行星3141（3141 Buchar）是一颗绕太阳运转的小行星，为主小行星带小行星。该小行星于1984年9月2日发现。
該小行星以捷克天文學家埃米爾·布查爾（Emil Buchar）命名。

## 轨道参数
小行星3141的轨道半长轴为3.4071708 UA，离心率为0.077。